# Otto Altenburg
Pour les articles homonymes, voir Altenburg (homonymie).
Otto Altenburg (né le 5 août 1873 à Scholwin (en), arrondissement de Randow (de) et mort le 17 décembre 1950 à Greifswald) est un historien allemand et professeur de lycée.

## Biographie
Otto Paul Erich Altenburg est le fils du professeur principal Carl Altenburg, étudie au lycée roi-Guillaume à Stettin puis étudie à partir de 1893 à Halle, Göttingen et Greifswald. En 1894, il devient actif au Göttinger Wingolf (de). À partir de 1900, Altenburg enseigne au lycée de l'abbaye Sainte-Marie de Stettin, un an plus tard au lycée royal de Putbus. Il est transféré ensuite au lycée de la ville de Stettin, où il est nommé professeur de lycée en 1914.
Altenburg est membre de la Société d'histoire et d'archéologie de Poméranie ; de 1930 à 1933, il en est le président. Il publie un grand nombre d'essais d'histoire régionale dans des magazines et des journaux.

## Travaux (sélection)
- Stettin im eisernen Jahr. Zeitgenössische Berichte. In: Baltische Studien. Band 17 NF (1913), S. 149–232.
- Geschichte der Firma Nüscke & CO. Schiffswerft, Kesselschmiede und Maschinenbauanstalt Aktien-Gesellschaft Stettin anlässlich ihres 100jährigen Bestehens. Stettin 1915.
- Pommersche Provinzial-Zuckersiederei 1817-1917. Denkschrift zu ihrem hundertjährigen Bestehen. Stettin 1917.
- Französische Kriegsgefangene 1870/71 in Stettin. (Aus dem Tagebuch eines französischen Offiziers) . In: Baltische Studien. Band 23 NF (1920), S. 147–166.
- 100 Jahre Léon Sauniers Buchhandlung 1826-1926. Festschrift zur Hundertjahrfeier der Léon Saunierschen Buchhandlung Stettin. Stettin 1926.
- Die Anfänge der preußischen Kriegsmarine in Stettin. Greifswald 1922 (2., vermehrte Aufl. Karlsruhe 1936).
- Die Tilebeins und ihr Kreis. Stettiner Bürgerkultur im 18. und 19. Jahrhundert, vornehmlich in der Goethezeit. Stettin 1937.
- Daniel Blecks. Ein pommerscher Volksheld in der Franzosenzeit. Stettin 1939.